# NK Pomorac Krnica
NK Pomorac Rakalj - Krnica je nogometni klub iz Krnice, koji se trenutno natječe u 3. ŽNL Istarskoj.
Osnovan je 1999. godine. NK "Pomorac" je klub bogate nogometne povijesti, u kojoj je prolazio kroz vremena velikih uspona i padova. Naime klub je nasljednik nekadašnjeg slavnog NK Raklja koji se ugasio neposredno prije rata 90-ih godina zbog odlaska tadašnjih igrača u rat. Najveće uspjehe klub je naredao u razdoblju od 2004.do 2010.godine kad je u nekoliko navrata osvajao županijske lige, te se natjecao i u najvišem županijskom rangu.
Službene boje dresova su plava-domaća, te gostujuća-crna, s polukružnim grbom bijele boje na kojemu se nalaze dva morska psa (maskote kluba) s loptom.
Današnju seniorsku momčad NK "Pomorac" čine većinom vrlo mladi igrači (iz Krnice i okolice), netom izišli iz omladinskog pogona. Klub posljednjih godina vode volonteri, nogometni zaljubljenici iz Raklja i Krnice, stoga je logično vjerovati kako će uz taj spoj mladosti i iskustva NK "Pomorac“ doživjeti nekadašnje uspjehe.